# Селими, Сулейман
Сулейман Селими (алб. Sylejman Selimi; 25 сентября 1970, Açarevë, Дреница) — бывший командир Сил безопасности Республики Косово. Он оставил эту должность в 2011 году, став послом в Албании.
Он изучал горное дело и металлургию в Косовской Митровице, европейскую интеграцию в Приштине и юриспруденцию в Тетово.
- 1991–1997 — солдат Армии освобождения Косова (АВК)
- 1998 — командир АВК в оперативной зоне Дреница
- 1998–1999 — генеральный командир АВК
- 1999–2000 — командир гвардии Косова
- 2000–2006 — заместитель командира Корпуса защиты Косова
- 2006–2009 — командир Корпуса защиты Косова
- 2009–2011 — командир Сил безопасности Косова